# Цымбал, Николай Владимирович
Николай Владимирович Цымбал (укр. Микола Володимирович Цимбал; род. 7 сентября 1984, Кривой Рог, Днепропетровская область) — украинский футболист; тренер.

## Биография
В 2002 году окончил среднюю школу № 69 в Кривом Роге.
Воспитанник ДЮСШ «Кривбасс» Кривой Рог. Был в заявке клуба высшего украинского дивизиона «Кривбасс» Кривой Рог, но ни одного официального матча за главную команду не сыграл. Играл за «Кривбасс-2» во второй лиге (2003/04, 2005/06) и команду молодёжного чемпионата (2004/05, 2005/06). Во второй лиге играл также за «Днепр» Черкассы (2004/05) и «Горняк» Кривой Рог (2007/08 —2009/10). В 2006—2007 годах играл за любительскую команду «Атлант» Кривой Рог. С 2011 года — в любительских командах пгт Казанка Николаевской области.
В 2019 году вошёл в тренерский штаб клуба «Минай», в 2021 году стал главным тренером команды, игравшей к тому времени в Украинской премьер-лиге.
С сентября по октябрь 2022 года — главный тренер кипрского клуба «Красава». В июле 2023 года возглавил ЮКСА, дебютирующий во Второй лиге Украины.